# Ян Мельбю
Ян Мельбю (дан. Jan Mølby, нар. 4 липня 1963) — данський колишній професійний футболіст і тренер, який сьогодні працює футбольним коментатором на телебаченні. Найбільш відомий виступами за «Ліверпуль».

## Клубна кар'єра
Почавши кар'єру у данському «Колдінгу» у 1981 році, вже у наступному перейшов до «Аякса», за який грав до 1984 року.
У 1984 році став гравцем «Ліверпуля», якому сумарно віддав дванадцять років своєї кар'єри. У 1995 році почав програвати конкуренцію за місце в основі, тому погодився на оренду спочатку у «Барнслі», а потім у «Норвіч», проте сумарно у футболці обох клубів вийшов на поле 8 разів. У 1996 році покинув «Ліверпуль». За «мерсисайдців» провів 218 матчів, у яких відзначився 44 голами.
У тому ж 1996 році Ян став гравцем футбольного клубу «Суонсі», в якому і завершив кар'єру два роки потому, провівши за «лебедів» 41 матч та забивши 8 голів.

## Тренерська кар'єра
У період з 1996 по 1997 роки був у ролі граючого тренера «Суонсі».
З 1999 по 2002 роки керував «Кіддермінстер Гарріерзом», з яким переміг у розіграші Національної англійської ліги 1999-00 років.
У 2002 році прийняв запрошення очолити «Галл Сіті», але в тому ж році покинув посаду головного тренера. Період з 2003 по 2004 роки провів, тренуючи «Кіддермінстер».
Після цього почав працювати футбольним коментатором на телебаченні.

## Збірна
Мельбю дебютував у збірній Данії 15 червня 1982 року у віці 18 років у товариському матчі проти Норвегії (2:1).
Дебютний м'яч за збірну забив майже через 5 років — 29 квітня 1987 року в виїзному матчі зі збірною Фінляндії (1:0), а в наступній грі проти Чехословаччини (1:1) вдруге відзначився за збірну ― це були матчі кваліфікації до Чемпіонату Європи 1988 року.
У складі збірної виступав на чемпіонаті Європи 1984 року, в якому взяв участь в усіх 4 матчах данської команди, яка тоді стала переможцем групи, покроково вигравши у збірних Шотландії, Уругваю та ФРН з загальним рахунком 9:1, але програла в 1/8 фіналу Іспанії. Мельбу також потрапив до заявки збірної на чемпіонат світу 1986 року, проте жодного разу на полі не з'явився.
Востаннє вийшов у футболці головної команди країни 11 вересня 1990 року у товариському матчі проти збірної Уельсу (1:0), у перерві замінивши Бента Крістенсена.
Загалом зіграв за національну збірну Данії 33 матчі, у яких забив два голи.

## Досягнення

### Як гравця
«Аякс»
- Ередивізі (1): 1982–83
- Кубок Нідерландів (1): 1982–83

«Ліверпуль»
- Перший дивізіон Футбольної ліги (3): 1985–86,1987-88, 1989–90
- Кубок Англії (2): 1985–86, 1991–92
- Суперкубок Англії (3): 1986, 1988, 1989[6]

### Як тренера
«Кіддермінстер Гарріерз»
- Національна ліга Англії (1): 1999–00